# Nicola Ruffoni
Nicola Ruffoni, nascido a 14 de dezembro de 1990 em Brescia, é um ciclista italiano.
A 4 de maio de 2017 informou-se que tinha dado positivo por hormona de crescimento num controle realizado fora de competição. O ciclista, que estava seleccionado para disputar a Volta a Itália foi expulso e não pôde participar na corrida. Finalmente foi sancionado com quatro anos sem poder competir.

## Palmarés
2012 (como amador)
- Milão-Busseto

2013 (como amador)
- A Popolarissima
- 2 etapas do Giro do Friuli Venezia Giulia
- Campeão em estrada dos Jogos Mediterrâneos de 2013

2014
- 1 etapa do Tour de Poitou-Charentes

2016
- 2 etapas da Volta à Áustria
- Gran Premio Bruno Beghelli

2017
- 2 etapas do Volta a Croácia

## Resultados nas grandes voltas
| Corrida            | 2014 | 2015 | 2016 | 2017 |
| ------------------ | ---- | ---- | ---- | ---- |
| Volta a Itália     | F.c. | Ab.  | Ab.  | -    |
| Volta a França     | -    | -    | -    | -    |
| Volta a Espanha    | -    | -    | -    | -    |
| Mundial em Estrada | -    | -    | -    | -    |

-: não participa

Ab.: abandono

F.c.: desclassificado por "fora de controle"